# جون س. بالدوين
جون س. بالدوين (بالإنجليزية: John C. Baldwin)‏ هو جراح قلب أمريكي، ولد في 23 سبتمبر 1948، وتوفي في 3 أبريل 2016.

## وصلات خارجية
- جون س. بالدوين على موقع إن إن دي بي (الإنجليزية)